# Femmes de la noblesse
 (mars 2024).
Les femmes de la noblesse forment un ensemble disparate, qui a évolué au cours du temps, les femmes nobles ayant pour principal point commun d'être reliées à la noblesse par un homme : le père ou l’époux. L'anoblissement par les femmes est un fait rare. Cependant, les femmes de la noblesse assument des fonctions politiques, participent à l'art de la guerre et endossent des responsabilités religieuses. C'est pourquoi il existe un art de vivre, de se vêtir, et un accès à l'instruction et aux arts, qui leur sont spécifiques. Le thème est un sujet qui est étudié par les sciences sociales.

## Les femmes au cœur de la noblesse

### Les titres de noblesse au féminin
Les femmes nobles ont une place importante dans la noblesse en général car ce sont souvent des héritières qui transmettent des titres ou des biens. Elles se distinguent par des titres de noblesse et par des appellations auxquelles elles ont droit par leur naissance, par leur mariage, ou par les deux quand il y a cumul de fonctions. Elles portent alors le titre de dame, damoiselle, princesse, baronne, comtesse, reine, duchesse, archiduchesse, impératrice, etc.. Bien que l'usage se perde actuellement et que ce ne soit pas réservé à la noblesse, le contrat de mariage avec un noble pouvait prévoir une clause telle que le douaire, pour les reines par exemple. Ainsi, en cas de veuvage, on parle alors de reine douairière.
Dans les hagiographies, beaucoup de femmes saintes ont des origines nobles. On peut citer sainte Bathilde, épouse de Clovis II au VIIe siècle, et étant à l'origine du tout premier acte au monde connu ayant pour objet l'abolition du trafic d'esclaves ; ou un peu plus récemment sainte Jeanne de Chantal au XVIe siècle, née et épouse d'un noble avant son entrée dans les ordres.
En Europe, la vie des femmes sous l'Ancien Régime est spécifique. Aussi bien en ce qui concerne leur formation, que les alliances conjugales. Les sources manuscrites traitants du sujet sont peu nombreuses. L'historiographie nobiliaire accorde surtout une place aux alliances et aux titres de la noblesse. Cependant, dans certains pays comme l'Angleterre, les titres de noblesse pouvaient parfois se transmettre par les femmes. De même, d'une manière plus générale, les titres attachés à certaines terres sous l'Ancien Régime pouvaient être transmis à leur descendance par les femmes qui les possédaient.
Cependant, dans certains contextes historiques, les titres de noblesse étaient honorifiques et n'accordaient pas un rôle réel dans la gouvernance d'un territoire. Ainsi, à Madagascar, la dernière reine, Ranavalona III, a été nommée lors d'une crise politique importante, qui aboutit à la fin de la monarchie malgache à la fin du XIXe siècle. On peut aussi citer l'exemple de Ang Mey, dont le règne et la liberté d'exercer sont fortement réduits par des événements politiques, comme, dans son cas, l'invasion du Cambodge par le Vietnam, au XIXe siècle.
Actuellement, en Belgique, certaines femmes sont anoblies et reçoivent parfois un titre, mais c'est toujours à titre personnel et donc non transmissible. L'anoblissement à titre personnel, tant pour les hommes que pour les femmes, n'y est plus une exception.

### L'anoblissement par la branche féminine: quelques exemples dans l'histoire de France

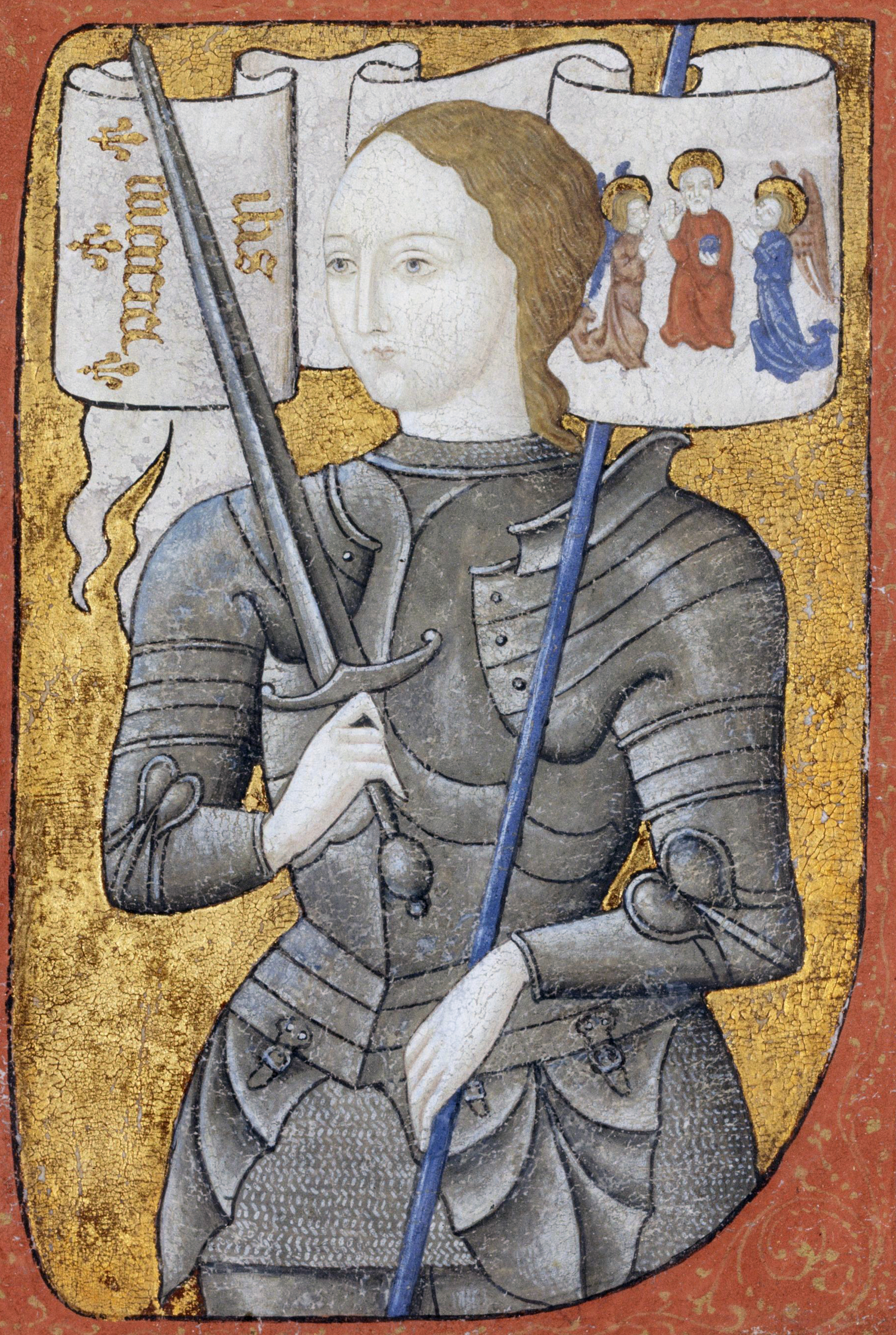
Jeanne d'Arc, portrait du XVe siècle conservé aux Archives nationales françaises à Paris.

En France, la noblesse pouvait se transmettre par les femmes dans certains cas exceptionnels. Par exemple, dans la famille de Jeanne d'Arc : elle est anoblie par des lettres du mois de décembre 1429 en même temps que Jacques d'Arc, son père et Isabelle Romée, sa mère. Ses frères : Jacquemin, Jean d'Ars, et Pierre Perrel, sont également anoblis. Ensemble, ils forment un lignage, ce qui signifie que leur parenté et leur postérité née et à naître, en ligne masculine et féminine, sera reconnue noble. Ainsi, toute femme parmi leurs descendants anoblissait son mari si celui-ci était roturier.
Ce privilège fut néanmoins ralenti par une déclaration d'Henri II du 26 mars 1555, par laquelle il est dit que « les seuls mâles seront censés nobles », et non les descendants des filles, si elles ne sont mariées à des gentilshommes. Ce même privilège fut définitivement aboli par l'édit d'Henri IV de l'an 1598 sur le fait des anoblissements créés depuis 1578 puis par l'édit de Louis XIII, du mois de juin 1614, article 10, portant que les filles et les femmes descendues des frères de la Pucelle d'Orléans, n'anobliront plus leurs maris à l'avenir.
Pour ce qui est des titres transmissibles par les femmes, en France, on connait le titre de Comte d'Hust et du Saint Empire, pouvant être transmis par les descendants de Georges Basta hommes ou femmes, tant que ces dernières épousent un noble (un titre du Saint-Empire ne pouvant se transmettre à un roturier). Octave Le Maire, docteur en droit, donne des exemples d’arrêts, notamment celui de la Cour des Comptes du Duché de Bar (23 avril 1788), celui de la Cour des Comptes du Duché de Lorraine (1er Juillet 1789) ou encore celui du parlement de Metz (7 juillet 1789) qui reconnait au requérant “les titres et qualités de chevalier et comte”, qui confirment la transmission de ce titre par les femmes.

### Participation aux arts et développement d'un art de vivre

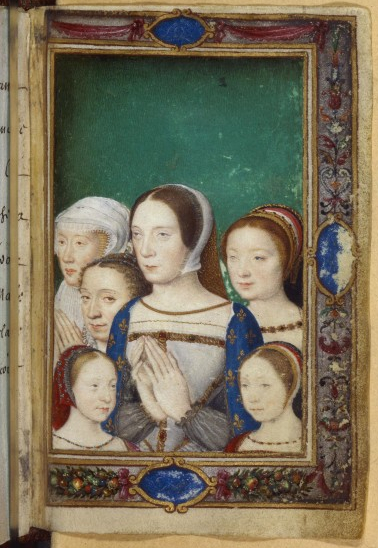
Claude de France (1499-1524), illustrée dans le Livre d'heures de Catherine de Médicis.

Les familles nobles, pour éduquer les filles, doivent choisir entre couvent (de préférence des chapitres nobles) et demeure familiale. Nombre de femmes ont témoigné de leur éducation et de leur instruction morale, religieuse et intellectuelle, dans leurs mémoires ou leurs correspondances,. On peut citer l'exemple de Christine de Pizan, poétesse, philosophe et femme de lettres du XVe siècle, auteure des ouvrages intitulés : Le Livre des trois vertus à l'enseignement des dames et La Cité des dames.
De très nombreuses femmes de la noblesse maitrisaient parfaitement l'écriture et la lecture. Elles pouvaient être commanditaires ou destinataires d'ouvrages tels que les livres d'heures. À ce titre, le Livre d'heures de Catherine de Clèves et Les Grandes Heures d'Anne de Bretagne sont deux exemples remarquables de manuscrits du XVe siècle. Ou bien encore, le Livre d'heures de Catherine de Médicis, datant du XVIe siècle, qui est richement illustré de portraits royaux,,.
Les femmes de la noblesse ont largement participé au développement des arts littéraires, picturaux, ainsi que vestimentaires. Des femmes écrivains ont participé activement au mouvement culturel du siècle des Lumières au XVIIe siècle. On retrouve également des femmes de la noblesse en littérature contemporaine, comme Marguerite Yourcenar et Amélie Nothomb.

Les arts de la noblesse
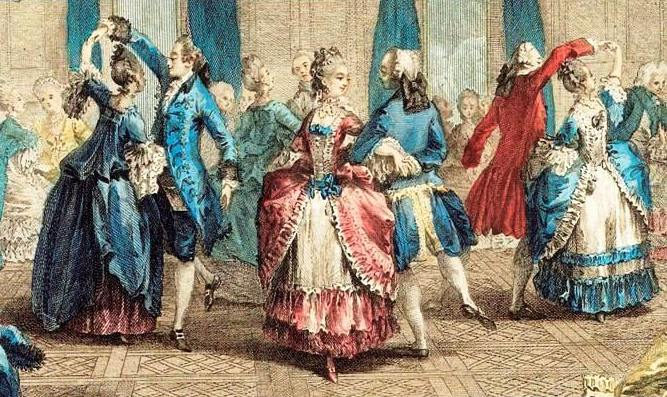
Le bal et la danse par Antoine-Jean Duclos, (XVIIIe siècle).
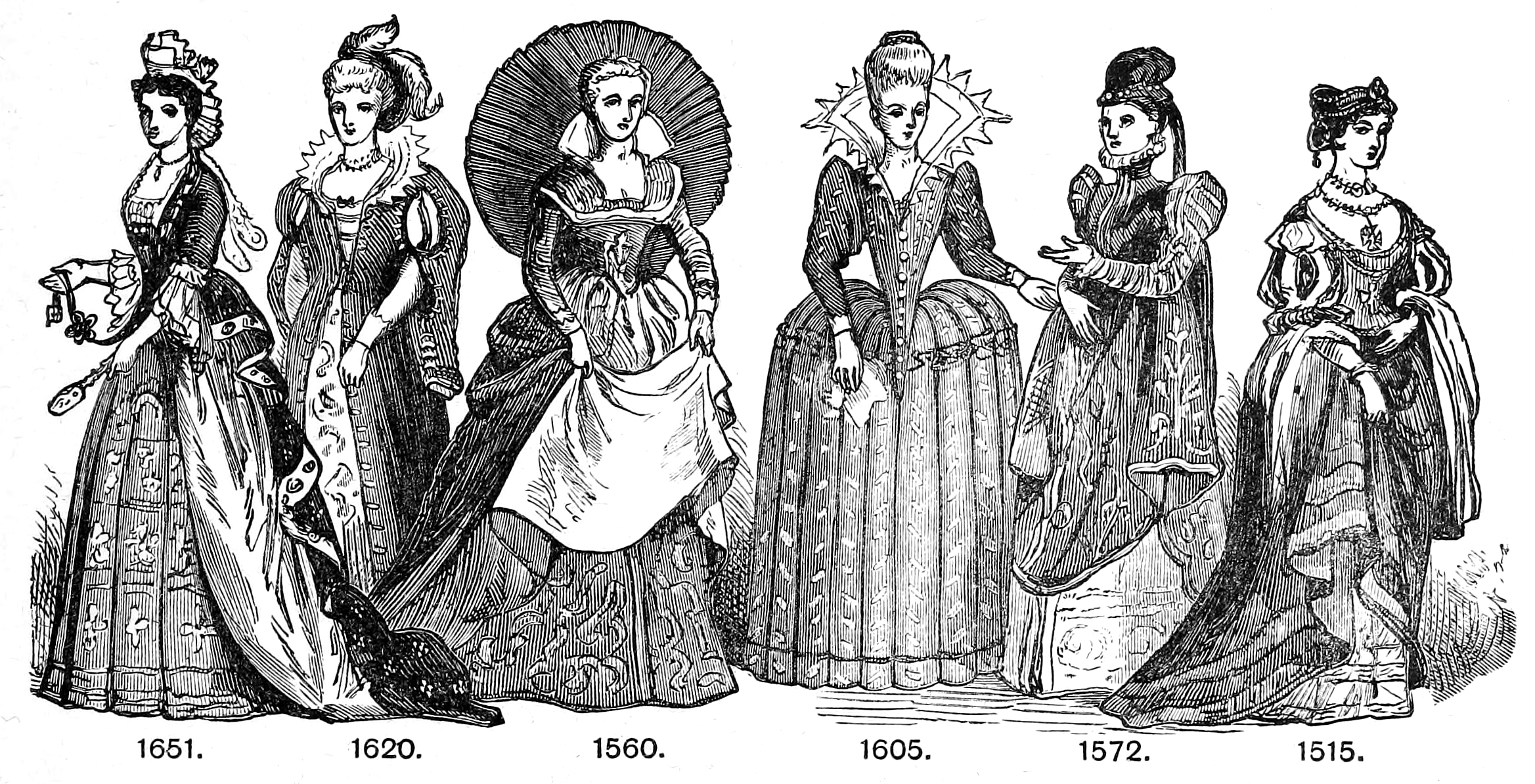
La mode, un apanage de la noblesse.
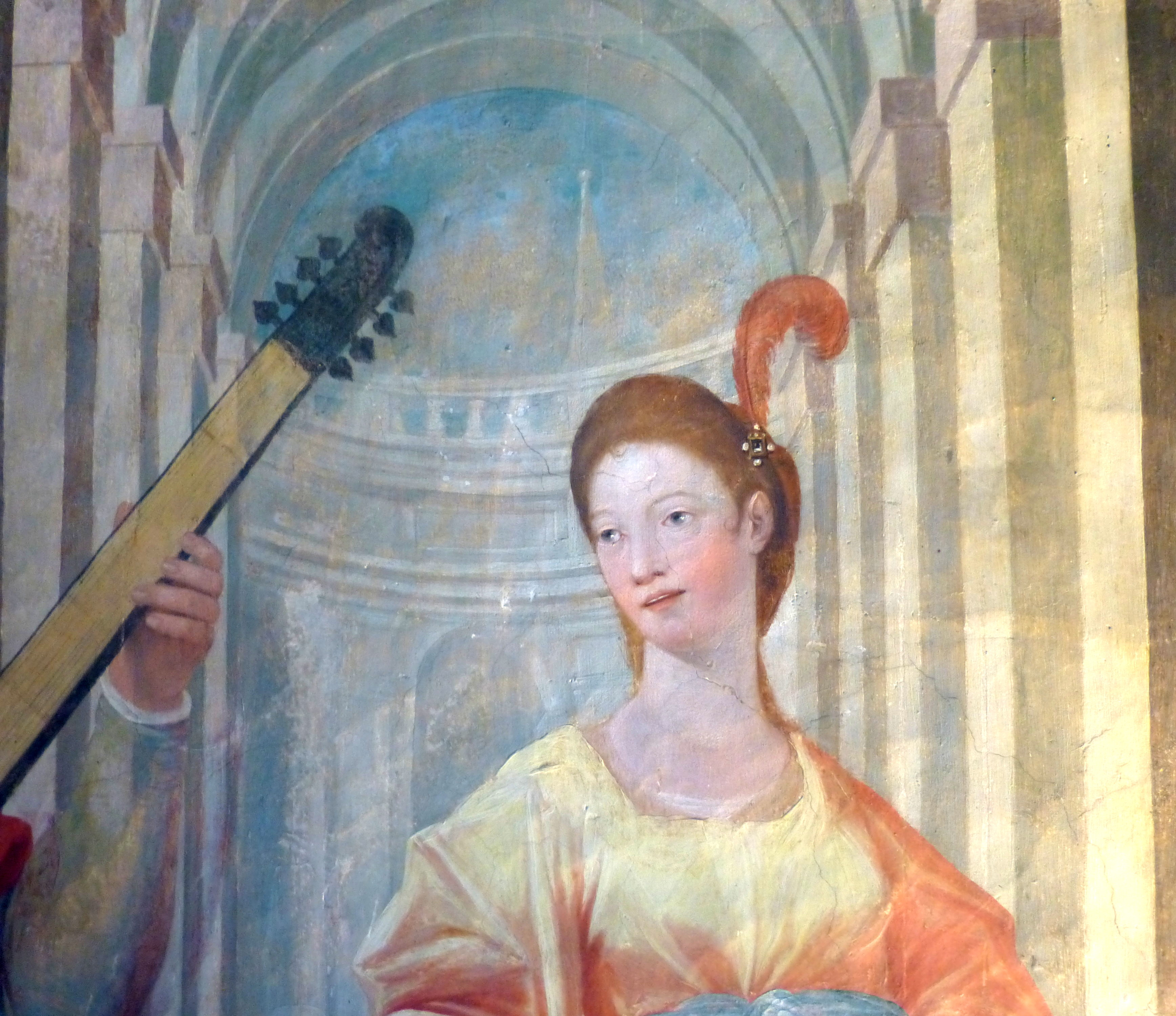
La musique et le chant (fresque du château de Hellbrunn).

La noblesse est codifiée par un art de vivre qui s'illustre dans des traités et des codes de bonnes manières. 
Les femmes de la noblesse organisaient des salons.

## Des fonctions politiques et religieuses

### Femmes monarques
Le titre de « reine » est souvent utilisé pour désigner une reine consort, c'est-à-dire l'épouse d'un roi. Néanmoins, un certain nombre de femmes de la noblesse accèdent à la fonction de monarque (reine ou impératrice). C'est le cas en Europe dans les royaumes qui ont aboli la loi salique, comme au Royaume-Uni, aux Pays-Bas, en Suède et, récemment, en Belgique. On en retrouve dans de nombreuses sociétés et époques, notamment en Afrique, avec l'exemple de Labotsibeni Mdluli au XIXe siècle.
En Océanie, plusieurs femmes ont exercé la fonction royale, comme Salote Tupou III, reine des Tonga en Polynésie, Liliʻuokalani à Hawaï, Pōmare IV à Tahiti ou encore Amelia Tokagahahau à Wallis.
Ailleurs dans le monde, on peut aussi parler de Wu Zetian, une impératrice régnante au VIIe siècle, appartenant à l'histoire de la Chine.
Dans certains cas, la mère du futur souverain occupe la fonction royale en tant que régente. C'est le cas notamment de Marie-Christine d'Autriche (1858-1929), régente d'Espagne pour son fils Alphonse XIII. Il existe de nombreux autre exemples de femmes de la noblesse qui furent à la tête d'importants territoires, tels un comté, un duché, un royaume ou un empire : Sophie Alexeïevna, régente de Russie, Jeanne de Savoie, régente de Byzance, Jacqueline de Bavière, comtesse de Hainaut, Isabeau de Bavière, régente de France, Louise de Savoie, deux fois régente de France, etc.

### Un rôle important pour le mécénat et la gestion politique
Les Pays-Bas espagnols seront plusieurs fois gouvernés par des femmes : Marguerite d'Autriche, Marie de Hongrie et Marguerite de Parme. Plusieurs femmes de la noblesse ont directement participé au pouvoir politique dans plusieurs territoires européens, comme en Écosse. 

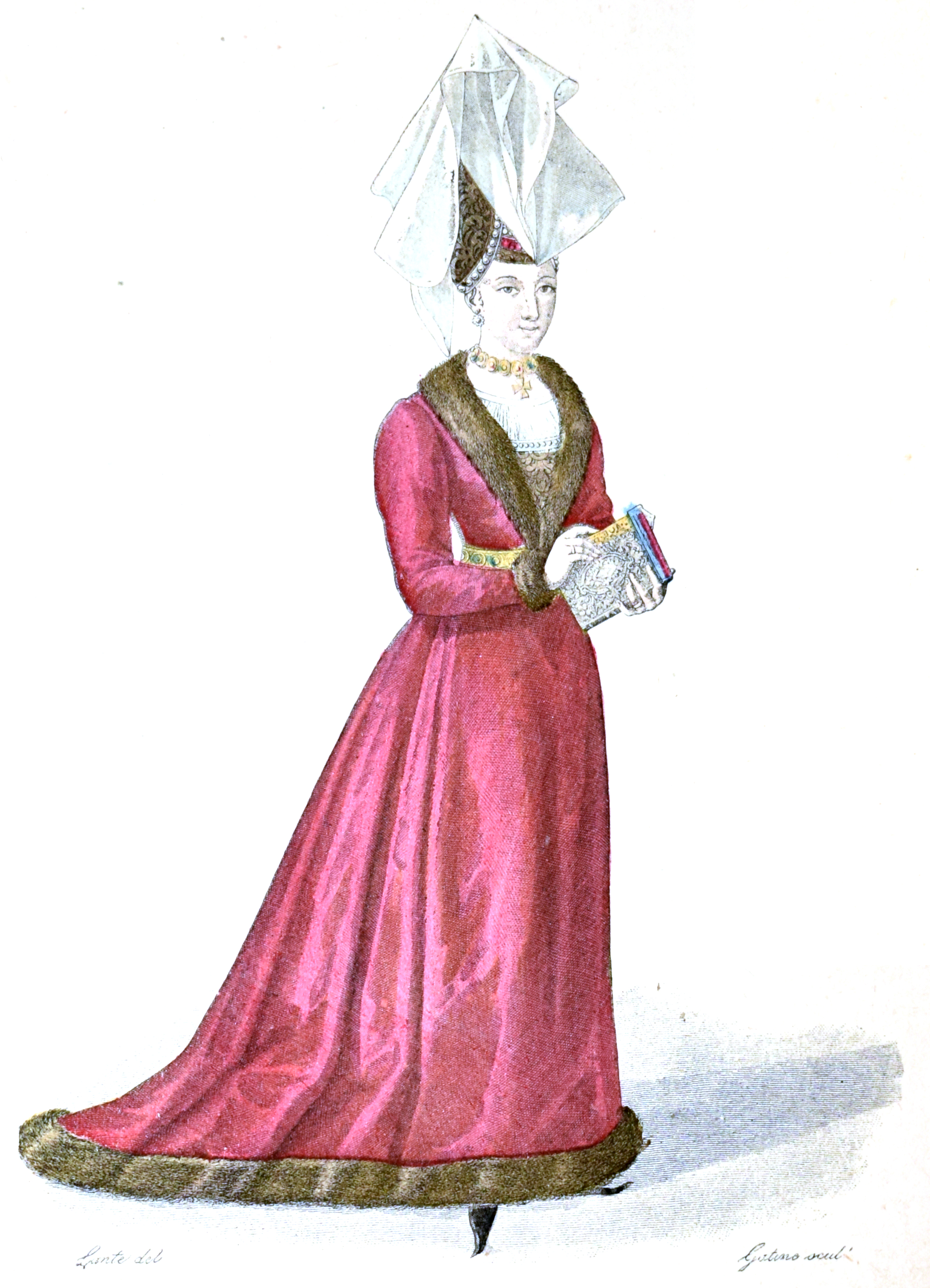
Ermengarde d'Anjou, duchesse de Bretagne.

De nombreuses femmes de la noblesse fondent des œuvres, agissant en qualité de mécènes. C'est le cas d'Ermengarde d'Anjou, souveraine au XIIe siècle, qui en tant que duchesse de Bretagne, accompagne l'installation d'abbayes et de constructions religieuses. C'est également elle qui règle un litige opposant les abbayes Saint-Sauveur de Redon et Sainte-Croix de Quimperlé quant à l'octroi d'une terre.
Ermengarde de Narbonne, vicomtesse au XIIe siècle, s'entoure d'une cour mêlant de nombreux arts, troubadours, médecins et juristes : elle favorise ainsi le développement intellectuel de Narbonne en Occitanie.
Au sein du Vatican, le pape Alexandre VI n’hésita pas à confier plusieurs fois à sa fille Lucrèce la charge de s’occuper de tous les courriers, affaires et réunions en son nom lors de voyages, plus ou moins longs. Aucun clerc ne s'y opposait mais dans ce lieu de gouvernement masculin par excellence, certains ne manquaient pas de rappeler son sexe à Lucrèce, avec de l’esprit, lors d’affaires réservées de fait à des cardinaux.

### Instruction et éducation des enfants
Les femmes avaient pour rôle, au sein du foyer noble, ce qui est relatif à l'instruction de leurs enfants. 

### Une place affirmée et respectée au sein des assemblées

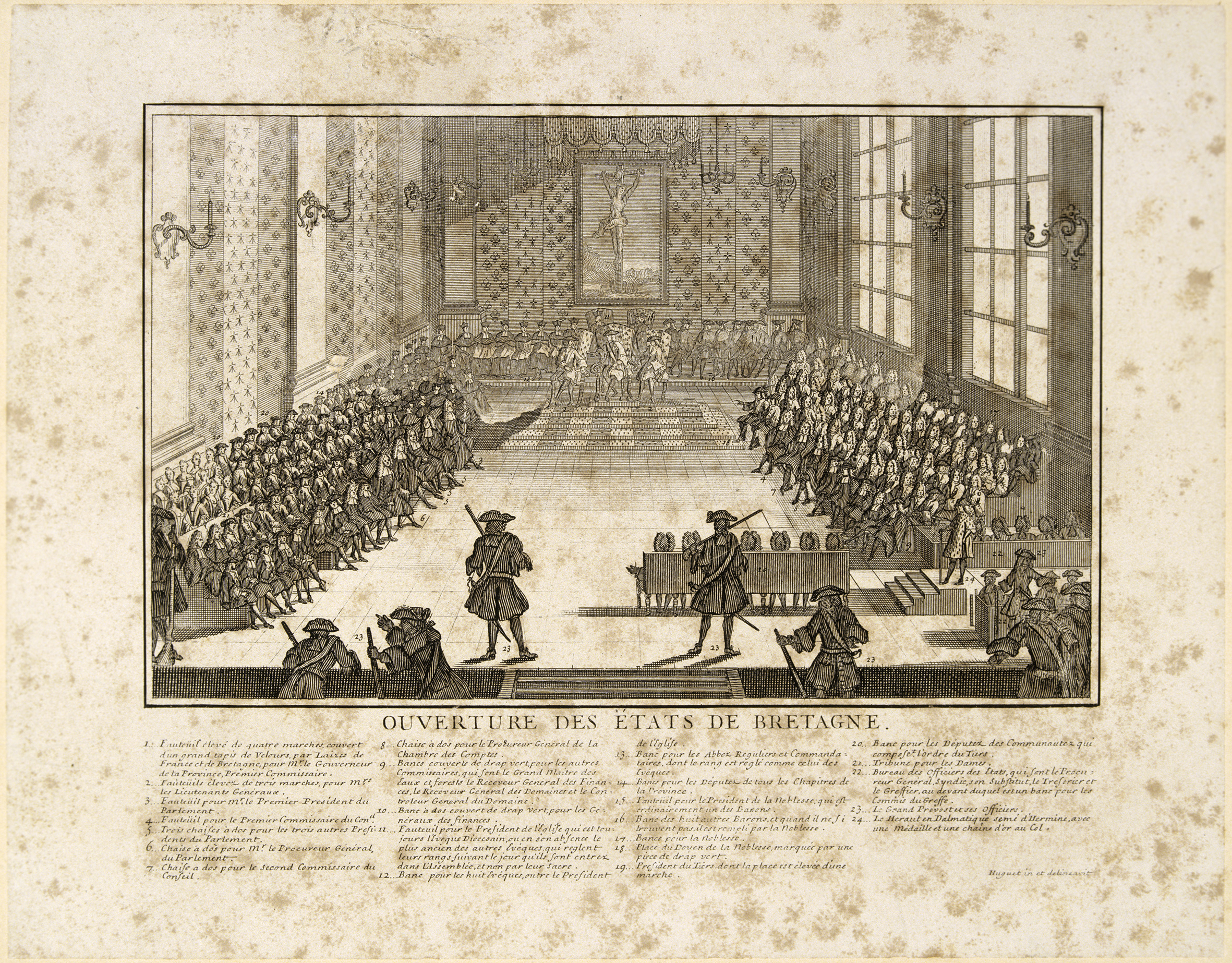
Le groupe des femmes participant aux États de Bretagne (indice 21, tribune des dames à gauche de l'image) au XVIIIe siècle.

De nombreuses femmes de la noblesse françaises participent à différentes cérémonies royales comme les honneurs de la Cour. C'est notamment le cas de la comtesse de Diesbach, née d'Affry, admise aux honneurs en 1773. 
Les femmes de la noblesse étaient admises aux États de Bretagne, où une tribune leur était réservée.

### Des responsabilités au sein du clergé
Il n'était pas rare qu'une femme née noble dirige une abbaye, prenne des responsabilités importantes dans le clergé ou devienne chanoinesse. Certaines fonctions étaient réservées aux dames de la noblesse.
C'est le cas d'Hildegarde von Bingen, qui au XIIe siècle, a été abbesse du monastère bénédictin de Disibodenberg et fondatrice de l'abbaye de Rupertsberg. Considérée pour ses talents intellectuels, elle a été reconnue, docteure de l’Église,.
Hersende de Champagne est cofondatrice (avec Robert d'Arbrissel) et première grande prieure de l'abbaye de Fontevraud, maison mère de l'ordre de Fontevraud, au XIIe siècle.

## Les femmes et l'armée

### Les femmes participant à l'art de la guerre et de la diplomatie

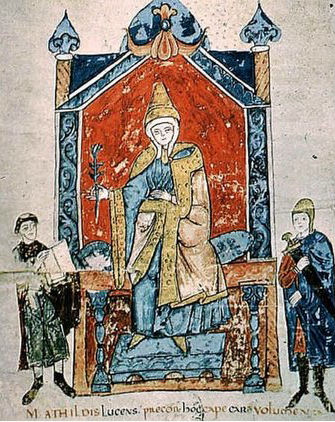
Mathilde de Toscane (illustration du XIIe siècle).

Bien souvent, les femmes de la noblesse ont participé aux événements de l'histoire, notamment à l'art de la guerre. Au XVIIe siècle, entre la paix d’Alès et la Révocation de l’édit de Nantes des femmes ont pris leur place dans les débats. Mathilde de Toscane qui a joué un rôle dans la Querelle des Investitures au XIe siècle. De même, Jeanne de Flandre, surnommée Jeanne La Flamme, a pris la tête d'un détachement de soldats pour faire diversion durant la guerre de Succession de Bretagne au XIVe siècle. Durant ce conflit, Jeanne de Penthièvre initie la réunion des États de Bretagne pour organiser des négociations avec le roi d'Angleterre.
Les croisades donnèrent l'occasion à plusieurs femmes de se distinguer, soit en Terre Sainte, comme Sibylle de Jérusalem ou encore Aliénor d'Aquitaine, qui participe à la deuxième croisade au XIIe siècle, soit en prenant les armes, comme Sibylle d'Anjou, pour défendre leurs possessions et celles de leur époux pendant que ce dernier était parti aux croisades.
Si la chevalerie est un phénomène très majoritairement masculin, il ne le fut pas exclusivement comme le rappelle les écrits d'Orderic Vital. Du XIIe au XVe siècle, un certain nombre de femmes de l’aristocratie, telle que Mathilde de Toscagne, furent connues et remarquées pour avoir pris un temps les armes pour défendre leur château, leur domaine, ou leur lignage dans différents confins de l'Europe médiévale. Autre exemple, Philippe-Christine de Lalaing, qui avait épousé Pierre de Melun, prince d'Epinoy. En l'absence de son époux parti se battre, elle défendit la ville de Tournai dans les Pays-Bas espagnols contre les troupes espagnoles commandées par Alexandre Farnèse en 1581.

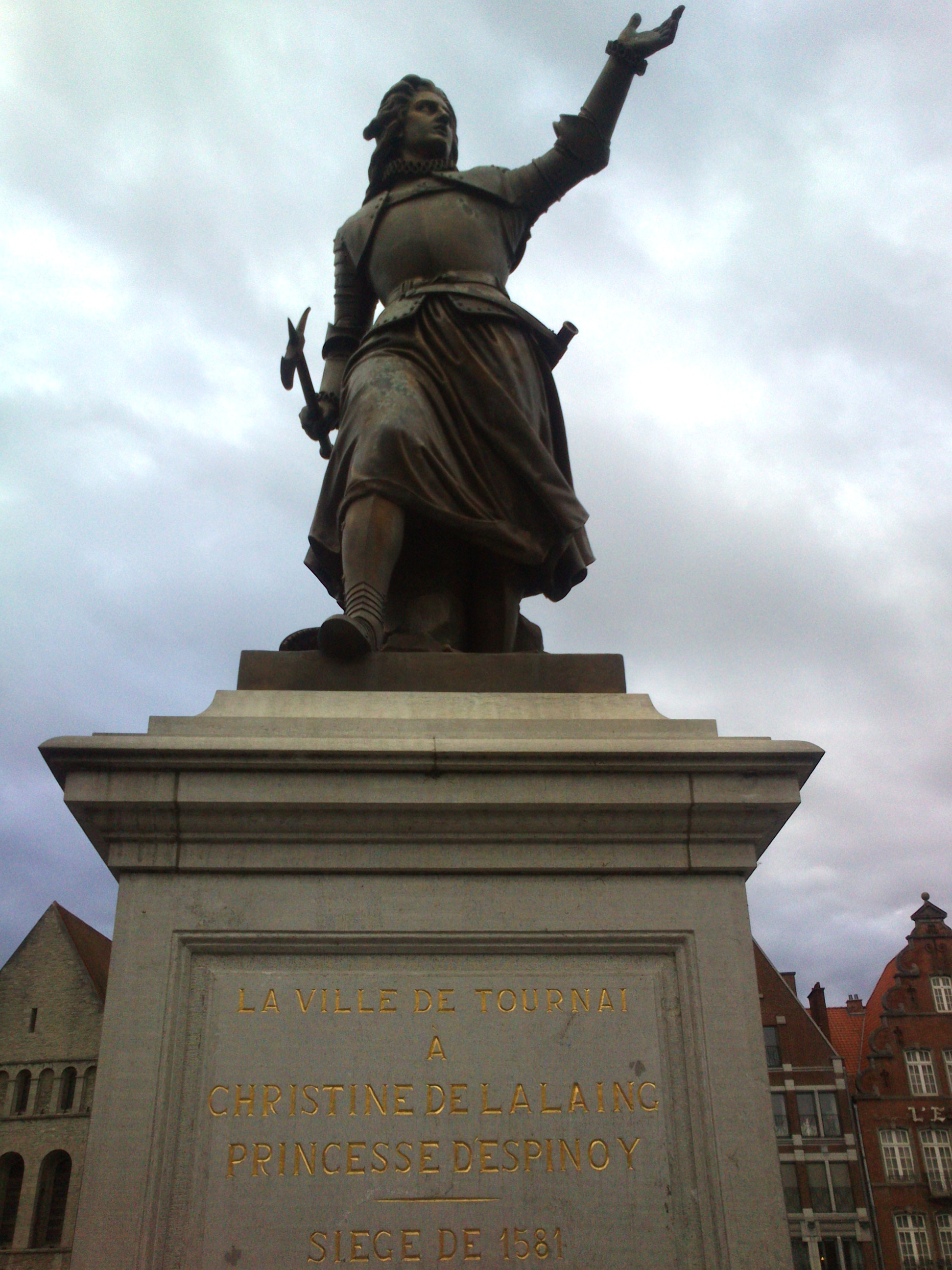
Philippe-Christine de Lalaing, statue en son honneur à Tournai.

Il existe plusieurs ordres de chevalerie ouverts aux femmes voire qui leur sont exclusifs. Comme pour les hommes, ces distinctions peuvent être honorifiques. On peut citer : l'ordre de la Hache, l’ordre de l’Hermine, l'ordre de la Cordelière ou encore l'ordre de l'Écharpe. Ces distinctions permettent de récompenser des actes de bravoure et d'organiser des groupes de femmes, elles permettaient également d'avoir des lieux de discussion et d'échanges, d'obtenir des avantages. Un autre ordre s'inspire des ordres de chevalerie sans en être, l'ordre de la Croix étoilée. Il est réservé aux dames de la haute noblesse et est destiné à récompenser leur vertu, leurs bonnes œuvres et leur charité. L'ordre, encore actif, a été créé en 1688. Sa grande maîtresse est toujours une princesse de la maison d'Autriche.

Emblèmes de quelques ordres de chevalerie féminins
L'ordre de l'écharpe, dont les femmes affichent une écharpe dorée.
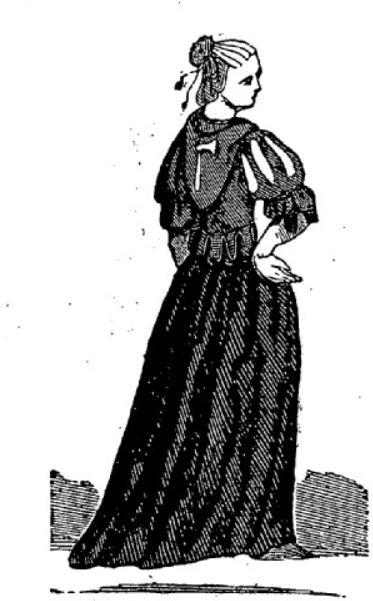
Chevalière de l'ordre de la hache.
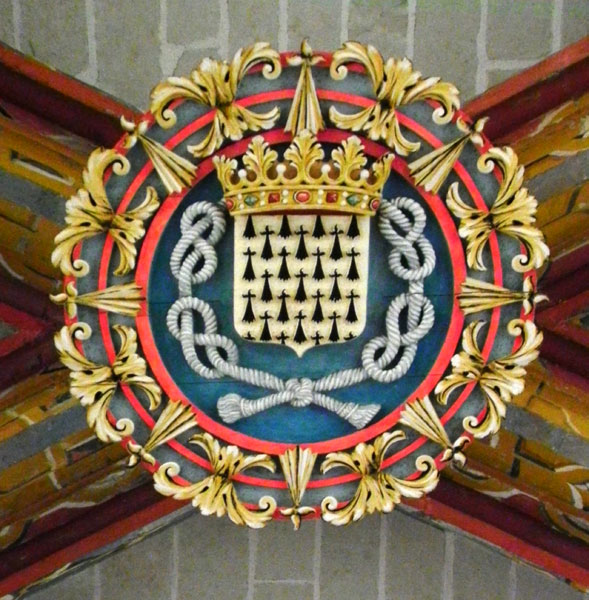
Insigne de l'ordre de la cordelière.
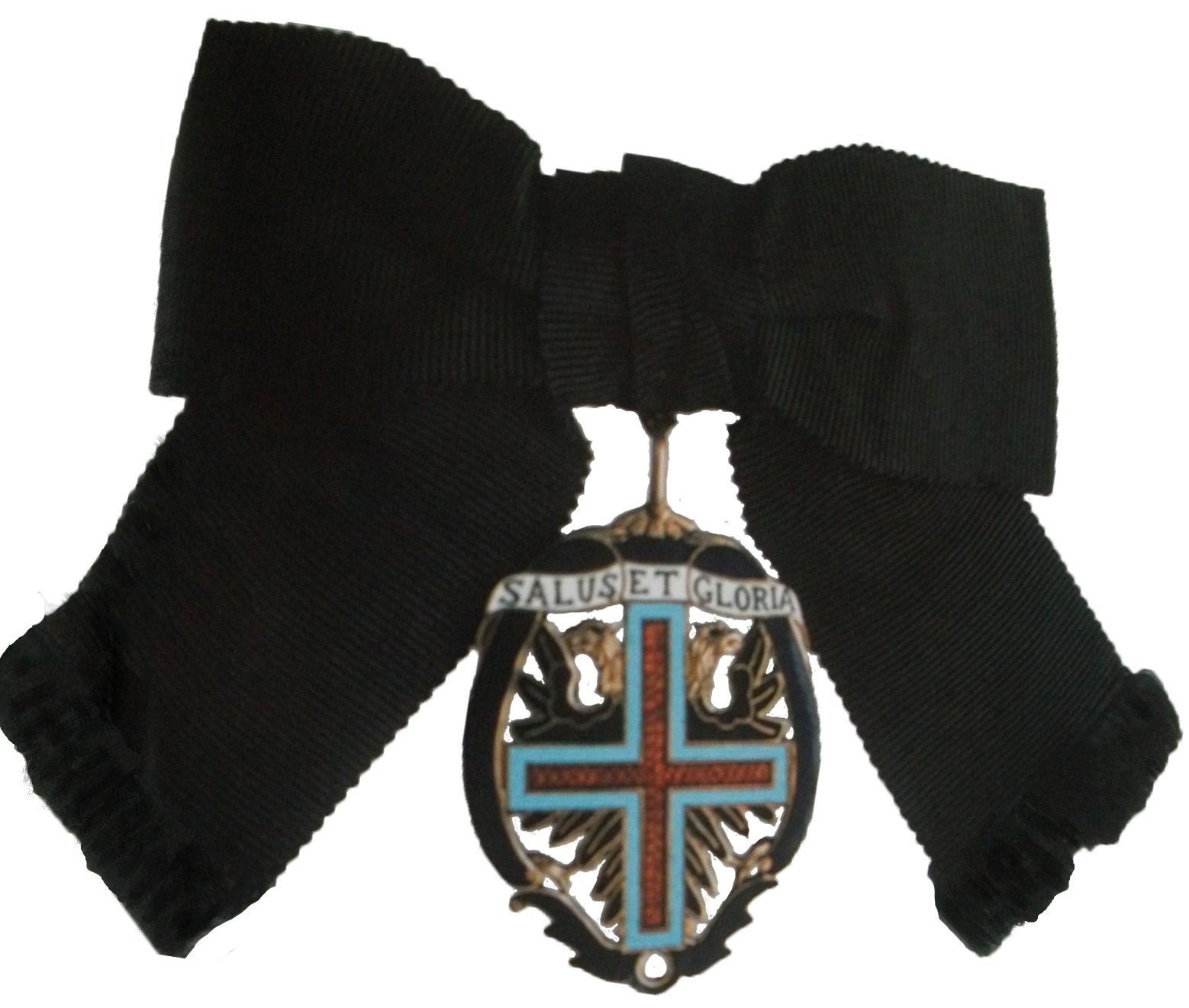
Ordre de la Croix-étoilée.

Les femmes qui participaient directement à la guerre étaient parfois désignées comme des viragos, qualifiées d'« hommasses », transgressant les normes associées à l'image que doit renvoyer une femme noble. Cette participation des femmes à la guerre est liée à un contexte spécifique, à des circonstances extraordinaires, comme la captivité ou la mort de l'époux. Ainsi, la chevalerie féminine n’est pas une règle, ni une norme, mais elle n’est pas toujours considérée pour autant comme un scandale ou un affront, un débordement outrancier des normes, à condition que les guerrières prennent les armes pour la bonne cause, dans un contexte juridique bien précis,.
Lors de la Fronde, en 1652, Anne-Marie-Louise d'Orléans s'introduit dans la ville d'Orléans avec ses deux maréchales de camp : Gilonne d'Harcourt et Anne de La Grange-Trianon. Elles ferment les portes aux troupes royales, qui doivent ainsi contourner la cité,.
Les chevaleresses ont existé en Europe tout au long du Moyen Âge, mais c’est surtout dans l'empire Plantagenêt que cette fonction était répandue. Cette valorisation des femmes combattantes disparaît progressivement à la Renaissance et les chevaleresses seront surtout tournées en dérision. Selon l'historienne Sophie Brouquet : « En France, tout s'arrête avec Louis XIV. Il a vraiment mis fin à ça, sans doute en lien avec les souvenirs de sa jeunesse : la Fronde et les frondeuses. Tout ça est passé sous silence, de façon très brutale. Cela concerne également les représentations de femmes chevaleresses ». La présence des chevaleresses sur les champs de bataille est avérée. Leur intégration dans les ordres de chevalerie ne faisaient pas nécessairement d'elles des guerrières. Cette intégration prouve surtout leur implication et adhésion aux idéaux chevaleresques.

### Participation de certaines femmes nobles à la résistance durant la Seconde Guerre mondiale
Parmi les femmes qui, durant la Seconde Guerre mondiale, ont participé à des activités de résistance (dans des services de renseignements, des filières d’évasion ou comme agents de liaison) certaines étaient de la noblesse.
De tels cas ont notamment été documentés au sein du réseau Clarence, fondé par Walthère Dewé (colonel SRA) en juin 1940, qui travailla en Belgique et dans le Nord de la France. Walthère Déwé, un des fondateurs du réseau de renseignement La Dame blanche pendant la Première Guerre mondiale, fera directement appel à Thérèse de Radiguès de Chennevière, qui avait été active avec lui dans ce réseau. Elle fera partie du comité de direction de Clarence, comité composé de cinq femmes et de quatre hommes. Le réseau transmettra par radio vers l’Angleterre 872 rapports de janvier 1941 à septembre 1944. Outre deux de ses filles, Thérèse de Radiguès recrutera de nombreuses dames de la noblesse parmi lesquelles, Isabelle (Louisa) de Marotte de Montigny (adjudant SRA), la baronne Germaine de Menten de Horne (capitaine SRA), Coraly van Eyll (agent SRA), Ghislaine de Moreau d’Andoy, Marie-Antoinette du Parc Locmaria (agent SRA), Josette Poswick et la baronne Solange de Menten de Horne,. 

Le réseau Clarence travaillera régulièrement avec un autre réseau belge, le réseau Comète, l’un des plus célèbres réseaux d’évasion vers l’Angleterre. Il a organisé environ une évasion sur quatre à partir de la Belgique. En récompense de ses mérites, sa fondatrice, Andrée De Jongh, sera anoblie à titre personnel avec le titre de comtesse en 1985,.

En Belgique, dix-huit femmes de la noblesse ou épouses de nobles seront reconnues comme Justes parmi les nations.
En Allemagne, la comtesse Freya von Moltke (1911-2010) et son mari le comte Helmuth von Moltke (1907-1945) se sont illustrés dans la résistance au nazisme.

## Époque contemporaine
La situation des femmes de la noblesse varie d'un territoire à l'autre. En France, entre 1789 et 1814 puis de 1848 à nos jours, la noblesse n'est plus un statut octroyant des droits sociaux particuliers. Dans plusieurs pays européens, la noblesse existe pour des fonctions honorifiques et diplomatiques. C'est le cas du Commonwealth, avec la reine Élisabeth II.

## Dans les arts

### Iconographie
La noblesse, pour les femmes comme pour les hommes, a inspiré des représentations iconographiques, voire des allégories. Au moment de la Révolution française, la suppression des privilèges est une démarche partagée, entre les hommes et les femmes. Et les femmes de la noblesse, connaissent le même traitement que les hommes.

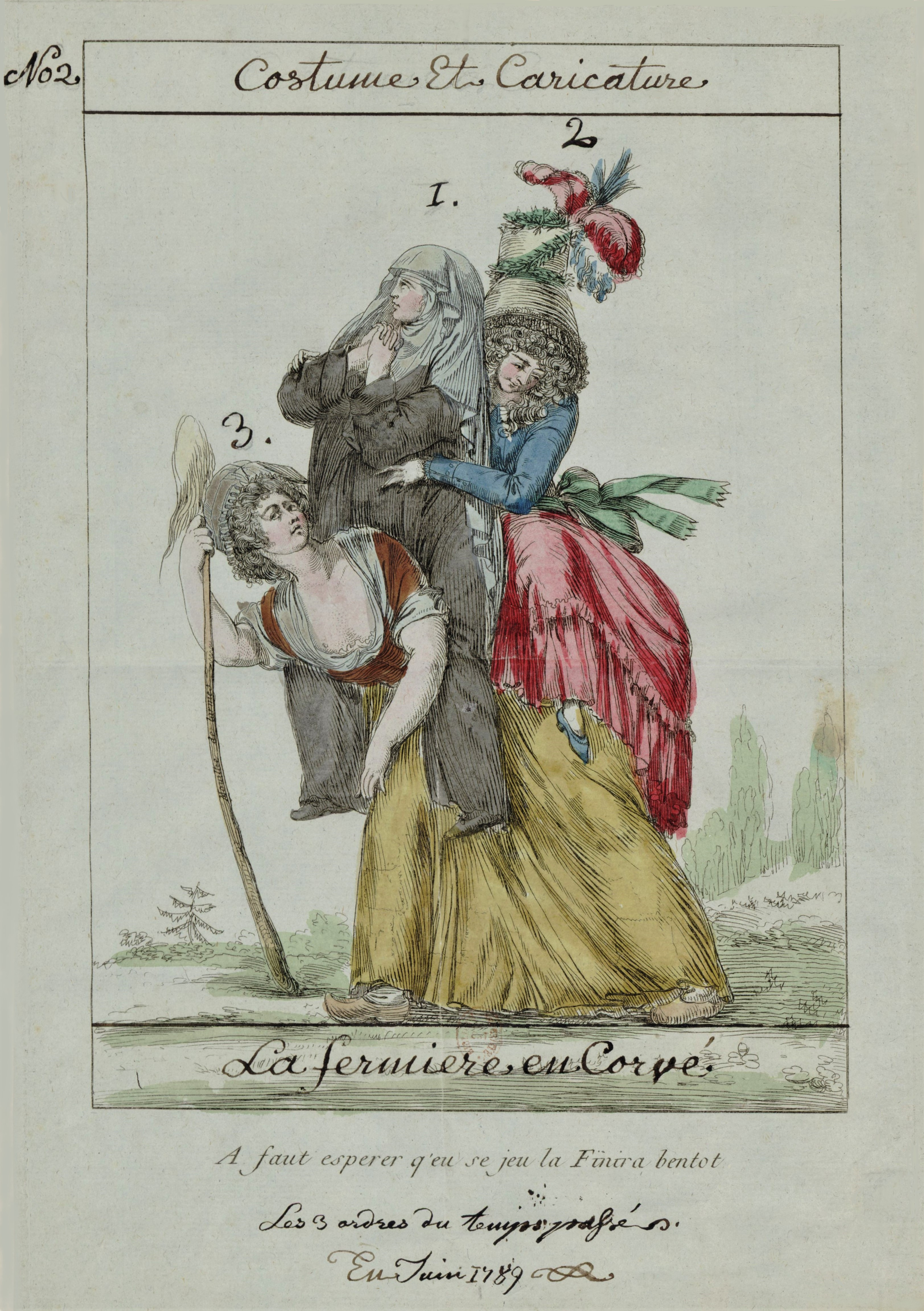
Femme du Tiers état portant sur son dos les femmes de la noblesse et du clergé (1789).
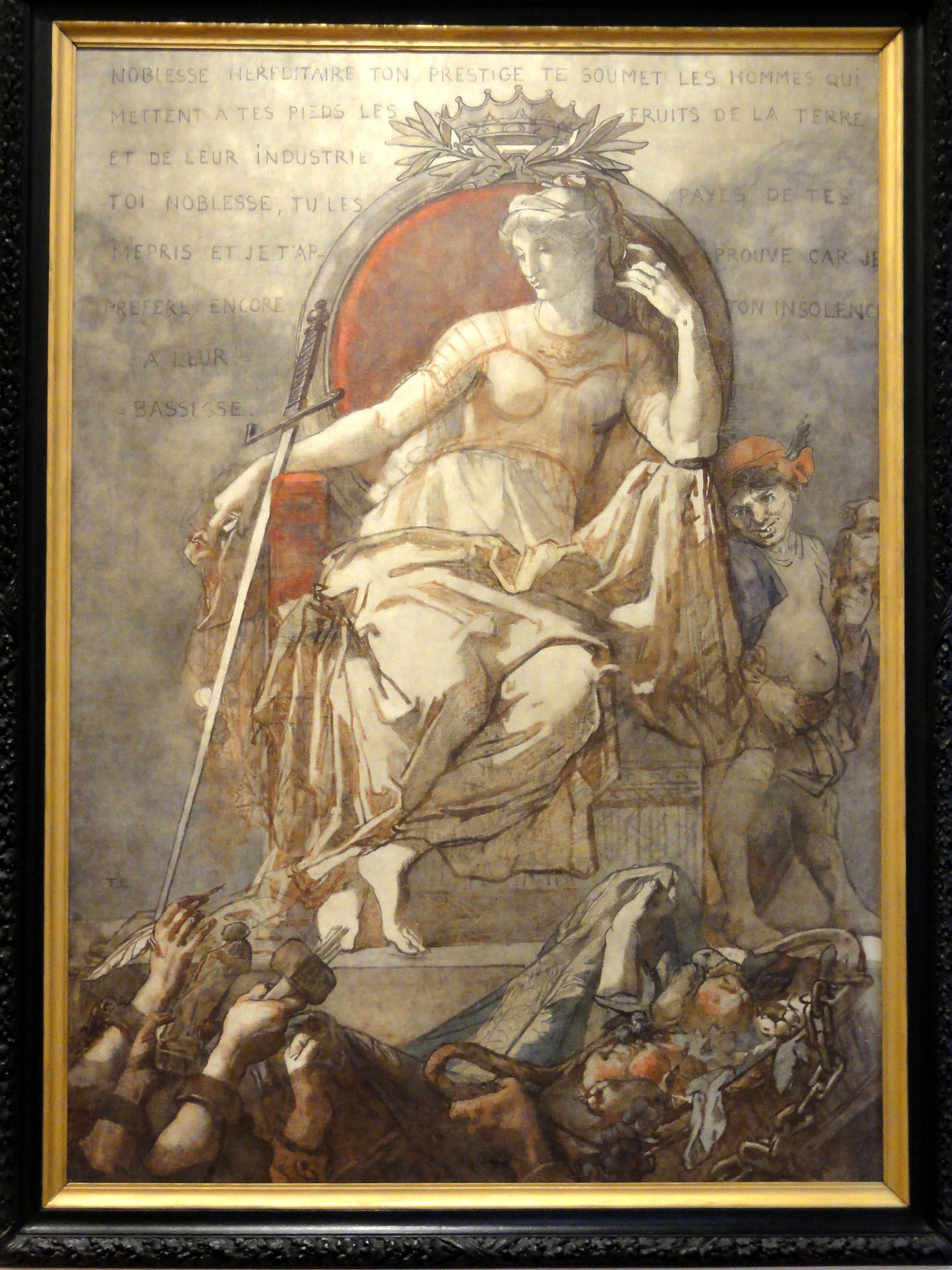
Allégorie de la noblesse par Thomas Couture, entre 1867 et 1876[40].

### Héroïnes et personnages
Les femmes de la noblesse ont inspiré des créations telles que des romans, des films, des bande-dessinées ou des jeux vidéo.
On peut citer l'exemple de Cléopâtre, personnage présent dans la bande-dessinée Astérix, ainsi que dans plusieurs films (Cléopâtre en 1934, Cléopâtre en 1963, etc.) et dans un jeu vidéo (Cléopâtre : Le Destin d'une reine).
On peut également parler de l'impératrice Élisabeth de Wittelsbach, qui a inspiré le film Sissi impératrice et ses suites, ainsi que la princesse Marguerite de France, qui a inspiré l’œuvre cinématographique La Reine Margot. Autres exemples, la reine Marie-Antoinette, qui est l'héroïne d'un film éponyme en 2006 et la reine Elisabeth, qui est au centre du film Elizabeth.